# Following (EP)
Following es el sexto miniálbum de la cantante surcoreana Hyuna. Fue lanzado el 29 de agosto de 2017 por Cube Entertainment y distribuido por Universal Music.

## Antecedentes
En mayo de 2017, Hyuna debutó junto con sus compañeros de agencia y miembros de Pentagon, Hui y E'Dawn en una nueva subunidad, llamada Triple H. La subunidad lanzó su primer miniálbum 199X y promocionaron durante más de la mitad del mes de mayo.

## Historia y lanzamiento
En el mes de julio, Hyuna reveló en una entrevista para la revista Grazia, que se estaba preparando para hacer su comeback como solista, el cual estaba planeado a realizarse durante el verano. Finalmente, en agosto, Cube Entertainment confirmó su regreso como solista con su sexto miniálbum. Originalmente, se planeó su regreso para septiembre, pero luego la agencia decidió adelantar el lanzamiento debido a que Hyuna no pudo esperar a reencontrarse con sus fanes nuevamente, así que se confirmó el regreso para finales de agosto.
La primera imagen teaser fue revelada el 8 de agosto, con el título del miniálbum siendo revelado más tarde el 17 de agosto, junto con imágenes en blanco y negro de Hyuna sin maquillaje. Las imágenes también confirmaron que el EP sería lanzado el 29 de agosto. El 23 de agosto, la compañía reveló que el tema principal del álbum sería llamado «Babe», el cual fue compuesto por la misma Hyuna, Shinsadong Tiger y BEOMxNANG. La losta de canciones fue revelada el 24 de agosto en su canal oficial de YouTube, junto con un fragmento del audio de cada canción del álbum. El 28 de agosto, se reveló el MV Teaser de la canción principal.
Finalmente, el EP fue lanzado el 29 de agosto en diferentes portales de música como descarga digital, así como también fue lanzado el vídeo musical de «Babe». Ella hizo su primera presentación tan solo un día después del lanzamiento del álbum, el 30 de agosto, en Show Champion de MBC Music, donde presentó «Babe» y «Dart».
Hyuna promocionó el miniálbum durante 2 semanas, y estuvo nominada al primer lugar en varias ocasiones, pero nunca logró una victoria. Su última presentación de «Babe» fue el 9 de septiembre en SBS Inkigayo, terminando de esta manera su período de promociones.

## Fondo
El miniálbum consiste en 5 pistas: Una colaboración estilo hip hop entre Hyuna y Wooseok de Pentagon llamada «Party (Follow Me)», el sencillo promocional «Babe», una colaboración estilo hip hop entre Hyuna y E'Dawn de Pentagon llamada «Purple» (la cual el mismo E'Dawn produjo), una pista de tropical house llamada «Dart» que Hyuna también presenta en algunos shows musicales, y una canción de concepto relajado y suave llamada «Self-Portrait».

## Vídeo musical
El vídeo musical fue lanzado el 29 de agosto de 2017. El vídeo tiene un concepto más fresco y de verano, en donde Hyuna aparece en distintos lugares bailando la coreografía de la canción, junto con sus bailarines más habituales.

## Lista de canciones
| N.º | Título                                               | Letras                             | Música           | Arreglos         | Duración |  |
| 1.  | «Party (Follow Me)» (featuring Wooseok de Pentagon)  | Big Sancho, Hyuna, Wooseok         | Hyuna            | Big Sancho       | 3:09     |  |
| 2.  | «Babe» (베베)                                        | Shinsadong Tiger, BEOMxNANG, Hyuna | Shinsadong Tiger | Shinsadong Tiger | 3:13     |  |
| 3.  | «Purple» (보라색; Bolasaeg (con E'Dawn de Pentagon)) | E'Dawn, Hyuna                      | E'Dawn           | Big Sancho       | 3:42     |  |
| 4.  | «Dart»                                               | Son Youngjin, Kang Dongha, Hyuna   | Son Youngjin     | Son Youngjin     | 3:13     |  |
| 5.  | «Self-Portrait» (자화상; Jahwasang)                  | January 8, Hyuna                   | Ruby Spiro       | Andreas Wallevik | 3:07     |  |

## Créditos y personal
- Hyuna - vocalista, rapera, escritora de letras, productora.
- Big Sancho - escritor de letras, arreglador.
- Shinsadong Tiger - escritor de letras, productor, arreglador.
- E'Dawn - rapero, escritor de letras, productor.
- Wooseok - rapero, escritor de letras.
- Son Youngjin - escritor de letras, productor, arreglador.
- Kan Dongha - escritor de letras.
- January 8 - escritor de letras.
- Ruby Spiro - productor.
- Andreas Wallevik - arreglador.

## Posicionamiento en listas

### Álbum Charts

#### Listas semanales
| Lista (2017)                              | Posición | Ref.   |
| ----------------------------------------- | -------- | ------ |
| Corea del Sur (Gaon Album Chart)          | 9        | [ 14 ] |
| Estados Unidos (Billboard's World Albums) | 5        | [ 15 ] |

#### Lista mensual
| Lista (2017)                     | Posición | Ref.   |
| -------------------------------- | -------- | ------ |
| Corea del Sur (Gaon Album Chart) | 28       | [ 16 ] |

### Single Charts

#### Listas semanales
| Lista (2017)                       | Posición | Ref.   |
| ---------------------------------- | -------- | ------ |
| Corea del Sur (Gaon Digital Chart) | 16       | [ 17 ] |